# Годой-Крус (футбольний клуб)
Годой-Крус (повна назва — Годой-Крус Антоніо Томба, ісп. Club Deportivo Godoy Cruz Antonio Tomba) — це аргентинський спортивний клуб із міста Годой-Крус, Мендоса. Клуб здобув найбільшу популярність завдяки однойменній футбольну команду, яка виступає в Примері, найвищому дивізіоні аргентинської футбольної ліги. Також клуб має команди і в інших видах спорту, таких як баскетбол, гандбол, хокей на траві, теніс та волейбол.

## Історія

### Нижчі дивізіони
«Годой-Крус» був заснований в 1921 році. Все почалося, коли група друзів, зібравшись у барі «Вікторія», вирішила заснувати клуб, що не дивно, враховуючи тодішній футбольний бум в Аргентині. Таким чином, 1 червня 1921 року народився «Club Sportivo Godoy Cruz». Президентом клубу було вибрано Дона Ромеро Гарая.
25 квітня 1930 року клуб змінив свою назву на теперішню після злиття з «Deportivo Bodega Antonio Tomba». У 1959 році був побудований стадіон «Годой-Крус». Стадіон мав прізвисько «La Bodega» (в перекладі з ісп. — винний льох) і вміщував 21 000 глядачів.
«Годой-Крус» кілька років грав у регіональній лізі, перш ніж досяг національного рівня. Клуб виграв чемпіонат першого дивізіону в Мендосі в 1944, 1947, 1950, 1951, 1954, 1968, а також у 1989 та 1990 роках, які отримали право виступати у вже неіснуючому турнірі національного рівня Торнео дель Інтеріор.
Вигравши Торнео дель Інтеріор в 1994 році, «Годой-Крус» того ж року досяг Прімери Б (другий по силі дивізіон в Аргентині). Після більш ніж десяти років перебування у другому дивізіоні, клуб нарешті виборов підвищення до Прімери в 2006 році, після перемоги в сезоні 2005/06, перемігши у фіналі «Нуева Чикаго» (Буенос-Айрес).

### Перший сезон у Прімері
Двадцятирічний Енсо Перес забив перший гол в історії клубу у Прімері, зробивши рахунок 1:1 у матчі  з «Атлетіко» (Бельграно) 9 вересня 2006 року.
Наприкінці сезону 2006/07 «Годой-Крус» вилетів із Прімери після програшу матчів плей-оф з «Ураканом». Перебування у другому дивізіоні було нетривалим, оскільки в наступному сезоні команда посіла друге місце в турнірній таблиці, поступившись першою сходинкою клубу з міста Сан-Мігель-де-Тукуман ― «Сан-Мартін». Втім, другого місця цілком вистачило для того, щоб отримати підвищення у класі.

### Успіх в Клаусурі-2010 та виступи в міжнародних змаганнях
Результати «Годой-Крус» під керівництвом Омара Асада під час Клаусури 2010 року приголомшили як вболівальників, так і спортивних журналістів. У цьому турнірі вони досягли рекордних на той час загальних очок (37), як для команди, яка не мала безпосереднього відношення до Аргентинської футбольної асоціації (тобто яка відноситься до клубів, що перебувають під управлінням Федеральної Ради (ісп. Consejo Federal) АФА, а туди входять команди за межами Буенос-Айреса, Великого Буенос-Айреса, Росаріо та Санта-Фе). Ці результати дали їм можливість вперше поїхати на Кубок Лібертадорес в 2011 році.
«Годой-Крус» став першим клубом із Мендоси та п'ятим непрямо пов'язаним до АФА клубом, який виступив на турнірах КОНМЕБОЛ.
Абсолютний дебют клубу у групі 8 на Копа Лібертадорес у 2011 році зіткнув клуб із трійкою історичних чемпіонів Лібертадорес: переможцями 2008 «ЛДУ Кіто» з Еквадору, 5-разовими чемпіонами «Пеньяроль» з Уругваю та найуспішнішим клубом в історії турніру ― 7-кратними чемпіонами «Індепендьєнте». Стартовий матч, що закінчився домашньою перемогою аргентинців з рахунком 2-1 17 лютого 2011 року проти «ЛДУ Кіто» став дійсно історичним моментом; Годой Крус став другим клубом, опосередковано пов'язаним з АФА, який коли-небудь представляв Аргентину в Кубку Лібертадорес (першим був «Тальєрес де Кордова», що пройшов у Копа Лібертадорес 2002 року), однак став першим із них, хто виграв свій дебютний матч. «El Tomba» закінчила свій дебютний виступ на груповому етапі.
Пізніше в 2011 році клуб дебютував в турнірі Копа Судамерикана 2011 у другому раунді, перемігши «Ланус» за допомогою правила гостьового голу (2:2 на виїзді та 0:0 вдома), дійшовши до 1/8 фіналу, програвши в Перу місцевому «Універсітаріо де Депортес» по пенальті з рахунком 2:3 (після нічиїх 1-1 вдома і на виїзді) 20 жовтня 2011 р. У 2012 році він вдруге виступає в Копа Лібертадорес, граючи на груповому етапі проти «Пеньяроля», «Універсідад де Чилі» і «Атлетіко Насьональ». «El Expresso» знову не зміг вийти з группи, посівши лише третє місце.
У 2014 році «Годой-Крус» вдруге грає у Південноамериканському кубку, знову вилетівши з турніру у другому раунді, програвши «Рівер Плейту» (чинному чемпіону даного турніру) з загальним рахунком 0:3 за сумою двох матчів.
У 2017 році «El Tomba» грає в третій раз у своїй історії на Копа Лібертадорес після вдалого виступу у внутрішньому чемпіонаті в 2016 році. Зайнявши друге місце в групі з «Атлетіко Мінейро», «Спорт Бойз Варнес» і «Лібертадом», в 1/16 фіналу команда поступається майбутньому тріумфатору того розіграшу ―  «Греміо» (0:1 вдома, 1:2 в гостях).
| Сезон | Змагання                    | Раунд         | Клуб                       | Вдома | В гостях | Результат    |
| ----- | --------------------------- | ------------- | -------------------------- | ----- | -------- | ------------ |
| 2011  | Кубок Лібертадорес          | Груповий етап | ЛДУ Кіто                   | 2–1   | 0–2      | 4-тий        |
| 2011  | Кубок Лібертадорес          | Груповий етап | Пеньяроль                  | 1–3   | 1–2      | 4-тий        |
| 2011  | Кубок Лібертадорес          | Груповий етап | Індепедьєнте               | 1–1   | 3–1      | 4-тий        |
| 2011  | Південноамериканський кубок | Другий етап   | Ланус                      | 0–0   | 2–2      | 2–2 (виїзн.) |
| 2011  | Південноамериканський кубок | 1/16          | Універсітаріо де Депортес  | 1–1   | 1–1      | 2–2 (п.2–3)  |
| 2012  | Кубок Лібертадорес          | Груповий етап | Універсідад де Чилі        | 0–1   | 1–5      | 3-тій        |
| 2012  | Кубок Лібертадорес          | Груповий етап | Атлетіко Насьйональ        | 4–4   | 2–2      | 3-тій        |
| 2012  | Кубок Лібертадорес          | Груповий етап | Пеньяроль                  | 1–0   | 2–4      | 3-тій        |
| 2014  | Південноамериканський кубок | Другий етап   | Рівер Плейт                | 0–1   | 0–2      | 0–3          |
| 2017  | Кубок Лібертадорес          | Груповий етап | Атлетіко Мінейро           | 1–1   | 1–4      | 2-ий         |
| 2017  | Кубок Лібертадорес          | Груповий етап | Лібертад                   | 1–1   | 2–1      | 2-ий         |
| 2017  | Кубок Лібертадорес          | Груповий етап | Спорт Бойз                 | 2–0   | 3–1      | 2-ий         |
| 2017  | Кубок Лібертадорес          | 1/16          | Греміо                     | 0–1   | 1–2      | 1–3          |
| 2019  | Кубок Лібертадорес          | Груповий етап | Олімпія                    | 0–0   | 1–2      | 2-ий         |
| 2019  | Кубок Лібертадорес          | Груповий етап | Спортінг Крістал           | 2–0   | 1–1      | 2-ий         |
| 2019  | Кубок Лібертадорес          | Груповий етап | Універсідад де Консепсьйон | 1–0   | 0–0      | 2-ий         |
| 2019  | Кубок Лібертадорес          | 1/16          | Палмейрас                  | 2–2   | 0–4      | 2–6          |

### Сезон 2017/18
Клубний сезон Суперліги Аргентини 2017/18 можна вважати найкращим виступом клубу в Прімері на даний час.
Увесь сезон «El Expresso» провели дуже успішно, посівши у підсумку друге місце. Після нестабільного початку сезону, яке призвело до звільнення Лукаса Бернарді та його наступника Маурісіо Ларрйєри, «Годой-Крус», що посідав місце у середині таблиці (дванадцята сходинка після дванадцяти турів) на той момент, здивував вболівальників, втретє за сезон змінивши тренера і поставивши на чолі команди менеджера Дієго Дабове, який тренував резервну команду з 2017 року.
Дабове перетворив стартовий склад в ефективну контратакуючу одиницю. Хоча клуб рідко домінував за статистикою володіння м'ячем, «El Tomba» набрала 56 очок в 27 зіграних матчах, а форвард Сантьяго Гарсія реалізував 17 голів і завоював нагороду за найкращий забитий гол та став кращим нападаючим сезону, що допомогло команді встановити власний клубний рекорд з 6 перемог поспіль в кінці сезону (з вімімнадцятого по двадцять третій тур). Бока фінішував всього на два очки попереду, «Годой-Крус» посів друге місце.

## Склад
Станом на 28 червня 2021
| Номер | Ім'я               | Дата народження | Національність     | Амплуа |
| ----- | ------------------ | --------------- | ------------------ | ------ |
| 1     | Роберто Рамірес    | 07.06.1996      | Аргентина          | ВР     |
| 12    | Матіас Соріа       | 23.11.2001      | США                | ВР     |
| 23    | Нельсон Ібаньєс    | 13.11.1981      | Аргентина          | ВР     |
| 25    | Хуан Круз Боладо   | 22.07.1997      | Аргентина          | ВР     |
| 22    | Джанлука Феррарі   | 30.06.1997      | Аргентина · Італія | ЗХ     |
| 2     | Гонсало Гоньї      | 16.08.1998      | Аргентина          | ЗХ     |
| 30    | Хуан Андрада       | 04.01.1995      | Аргентина          | ЗХ     |
| 26    | Даміан Перес       | 22.12.1988      | Аргентина          | ЗХ     |
| 3     | Леонель Гонсалес   | 15.03.1994      | Аргентина          | ЗХ     |
| 6     | Іян Ескобар        | 29.05.1996      | Аргентина          | ЗХ     |
| 29    | Уго Сілва          | 04.02.1992      | Аргентина          | ЗХ     |
| 4     | Пабло Пенья        | 30.01.1999      | Аргентина          | ЗХ     |
| 8     | Габріель Карраско  | 07.03.1997      | Аргентина          | ЗХ     |
| 14    | Марсело Еррера     | 26.02.1992      | Аргентина          | ЗХ     |
| 21    | Габріель Аланіс    | 16.03.1994      | Аргентина          | ЗХ     |
| 24    | Заід Ромеро        | 15.12.1999      | Аргентина          | ЗХ     |
| —     | Гільєрмо Ортіз     | 02.08.1999      | Аргентина          | ЗХ     |
| 28    | Ренцо Тесурі       | 07.06.1996      | Аргентина          | ПЗ     |
| 5     | Вільдер Картахена  | 23.09.1994      | Перу               | ПЗ     |
| 31    | Агустін Альварес   | 08.01.2000      | Аргентина          | ПЗ     |
| 32    | Гонсало Абрего     | 07.01.2000      | Аргентина          | ПЗ     |
| 34    | Лучано Пізарро     | 14.07.1997      | Аргентина          | ПЗ     |
| 19    | Фабіан Енрікес     | 08.07.1995      | Аргентина          | ПЗ     |
| 10    | Валентін Бургоа    | 16.08.2000      | Аргентина          | ПЗ     |
| 11    | Халіль Еліас       | 25.04.1996      | Аргентина          | ПЗ     |
| 16    | Агустін Манзур     | 29.09.2000      | Аргентина          | ПЗ     |
| —     | Франко Гонсалес    | 07.03.1999      | Аргентина          | ПЗ     |
| 33    | Есек'єль Буллоде   | 26.10.2000      | Аргентина          | НП     |
| 7     | Вікторіо Раміс     | 07.07.1994      | Аргентина          | НП     |
| 9     | Томас Бадалоні     | 02.05.2000      | Аргентина          | НП     |
| 13    | Науель Уларіага    | 02.03.2002      | Аргентина          | НП     |
| 15    | Матіас Гонсалес    | 02.07.1999      | Аргентина          | НП     |
| 17    | Мартін Охеда       | 27.11.1998      | Аргентина          | НП     |
| 20    | Алан Кантеро       | 28.06.1998      | Аргентина          | НП     |
| 27    | Себастьян Ломонако | 17.09.1998      | Аргентина          | НП     |

## Статистика виступів
| Сезон                                      | Місце | Кількість команд в сезоні | Перемоги | Нічиї | Поразки | ЗГ | ПГ | Різниця ЗГ і ПГ | Очки |
| ------------------------------------------ | ----- | ------------------------- | -------- | ----- | ------- | -- | -- | --------------- | ---- |
| 2006/07 Апертура                           | 18    | 20                        | 3        | 8     | 8       | 19 | 26 | -7              | 17   |
| 2006/07 Клаусура                           | 10    | 20                        | 7        | 4     | 8       | 24 | 22 | +2              | 25   |
| 2008/09 Апертура                           | 12    | 20                        | 6        | 5     | 8       | 25 | 28 | -3              | 23   |
| 2008/09 Клаусура                           | 9     | 20                        | 7        | 5     | 7       | 23 | 26 | -3              | 26   |
| 2009/10 Апертура                           | 17    | 20                        | 3        | 7     | 9       | 18 | 28 | -10             | 16   |
| 2009/10 Клаусура                           | 3     | 20                        | 11       | 4     | 4       | 28 | 14 | +14             | 37   |
| 2010/11 Апертура                           | 5     | 20                        | 7        | 8     | 4       | 32 | 25 | +7              | 29   |
| 2010/11 Клаусура                           | 18    | 20                        | 2        | 8     | 9       | 11 | 25 | -14             | 14   |
| 2012/13 Фіналь                             | 7     | 20                        | 7        | 8     | 4       | 23 | 16 | +7              | 29   |
| 2012/13 Інісіаль                           | 14    | 20                        | 5        | 5     | 9       | 13 | 24 | -11             | 20   |
| 2013/14 Фіналь                             | 4     | 20                        | 9        | 5     | 5       | 23 | 18 | +5              | 32   |
| 2013/14 Інісіаль                           | 14    | 20                        | 6        | 6     | 7       | 17 | 17 | 0               | 24   |
| 2014/15 Інісіаль                           | 16    | 20                        | 5        | 6     | 8       | 31 | 39 | -8              | 21   |
| Прімера Дивізіон 2015                      | 22    | 30                        | 8        | 8     | 14      | 32 | 40 | -8              | 32   |
| Прімера Дивізіон 2016                      | 2     | 30                        | 10       | 3     | 3       | 27 | 14 | +13             | 33   |
| Прімера Дивізіон 2016/17                   | 14    | 30                        | 13       | 4     | 13      | 34 | 34 | 0               | 43   |
| Прімера Дивізіон 2017/18                   | 2     | 28                        | 17       | 5     | 5       | 45 | 24 | +21             | 56   |
| Прімера Дивізіон 2018/19                   | 14    | 26                        | 9        | 5     | 11      | 23 | 30 | -7              | 32   |
| Прімера Дивізіон 2019/20                   | 24    | 24                        | 6        | 0     | 17      | 22 | 46 | -24             | 17   |
| Прімера 2020, Група С                      | 4     | 4                         | 0        | 1     | 5       | 2  | 8  | -6              | 1    |
| Прімера 2020 Фазе Комплементасьйон Група 2 | 6     | 6                         | 1        | 1     | 3       | 5  | 13 | -8              | 4    |

## Відомі гравці
Див. Категорія:Футболісти «Годой-Круса»